# 阿尔穆兹·阿里
阿尔穆兹·阿里·宰纳拉贝丁·穆罕默德·阿卜杜拉（阿拉伯语：المعز علي زين العابدين عبد الله；1996年8月19日—），出生于苏丹的卡塔尔归化足球运动员，现效力于卡塔尔星级足球联赛艾杜哈尼體育會。

## 荣誉
- 2019年亚洲杯金靴（9球）。[3]
- 单届亚洲杯进球纪录保持者（9球）。[3]

艾杜哈尼
- 卡達星級足球聯賽冠軍 : 2016–17, 2017–18, 2019–20, 2022–23
- 卡達埃米爾盃冠軍 : 2018, 2019, 2022
- 卡塔爾盃冠軍 : 2018, 2023
- 卡塔爾星盃冠軍 : 2022–23
- 卡塔爾謝赫賈西姆盃冠軍 : 2016

### 國家隊
卡塔尔国家足球队
- 亞足聯亞洲杯冠軍 : 2019
- 西亞足球錦標賽冠軍 : 2014